# Брентуд (Ню Йорк)
Вижте пояснителната страница за други значения на Брентуд.
Брентуд (на английски: Brentwood) е селище в окръг Съфък, щат Ню Йорк, Съединени американски щати. Намира се на остров Лонг Айлънд, на 60 km източно от центъра на град Ню Йорк. Населението му е 60 664 души (по данни от 2010 г.).
В Брентуд е роден телевизионният водещ Джей Родригес (р. 1979).